# Дважды спасённые
«Два́жды спасённые» (полное название «Дважды спасённые. Произведения европейской живописи XIV—XIX веков, перемещенные на территорию Советского Союза из Германии в результате Второй мировой войны») — первая выставка трофейного искусства в Государственном музее изобразительных искусств имени А. С. Пушкина, проведённая в 1995 году. Выставка положила начало легализации хранящихся в ГМИИ имени Пушкина перемещённых ценностей впервые после окончания Второй мировой войны.

## Контекст
Выставка «Дважды спасённые» в Государственном музее изобразительных искусств имени А. С. Пушкина проводилась на фоне нарастающих разговоров в публичном пространстве о возвращении перемещённых культурных ценностей в Германию. Михаил Боде, рецензировавший выставку, рассуждал об этом как о деле почти решённом:
…Знакомство с вывезенными полотнами полезно — работ этих художников нет в собрании ГМИИ. Если музейщикам и придется с ними расстаться, то лишь в последнюю очередь, после картин немецких академистов и романтиков. Последние, действительно, уместнее смотрелись бы в картинных галереях ФРГ. Так же как две выставленные небольшие работы Венецианова («Крестьянский мальчик с лыком» и «Крестьянка с грибами») — в «Третьяковке». Тем более что скорая выдача им не грозит, поскольку на этикетках значится спасительное «Из неизвестного собрания».
С принятием в 1998 году в России закона о реституции, запрещающего возврат трофейных художественных ценностей в Германию, несмотря на личную решимость президента Бориса Ельцина эти ценности вернуть, все произведения, представленные на выставке «Дважды спасённые», остались в Пушкинском музее.

## Выставка
Выставка «Дважды спасённые. Произведения европейской живописи XIV—XIX веков, перемещенные на территорию Советского Союза из Германии в результате Второй мировой войны» открылась в Государственном музее изобразительных искусств имени А. С. Пушкина (ГМИИ имени Пушкина) 27 февраля 1995 года. Выставке предшествовала пресс-конференция с участием директора музея Ирины Антоновой и заместителя министра культуры Михаила Швыдкого.
На выставке демонстрировались 63 произведения западноевропейской живописи и графики XIV—XIX веков — около шестой части так называемого «секретного фонда», хранящегося в ГМИИ имени Пушкина и Всероссийском художественном научно-реставрационном центре имени И. Э. Грабаря (ВХНРЦ имени Грабаря). На большей части артефактов были этикетки с надписью «Из неизвестного собрания»; часть этих картин принадлежала венгерским еврейским коллекционерам, репрессированным нацистами, — их коллекции были вывезены в Германию. Другие произведения, представленные на выставке, раньше принадлежали Шлоссмузеуму в Готе, Городскому музею в Висбадене, Картинной галерее Сан-Суси в Потсдаме, Музею Гогенцоллернов, Национальной галерее в Берлине, Кунстхалле Бремена, Дрезденской картинной галерее.
Выставка в ГМИИ имени Пушкина сильно уступала аналогичной выставке в Эрмитаже, прошедшей незадолго до этого, где были показаны шедевры Эдгара Дега, Винсента Ван Гога и Пьера Огюста Ренуара, поскольку в Эрмитаж после Второй мировой войны перешли лучшие произведения французской школы XIX века из перемещённых в СССР культурных ценностей. В Москве были показаны картины Оноре Домье «Восстание» и «Прачки» (из собрания Герстенберг-Шарфа), более известные
по литографиям Домье.
Картины импрессионистов, по мнению Михаила Боде, были «хороши как образцы техники импрессионистического письма. Но не более. С вещами этих же мастеров из отечественных собраний они несопоставимы». На выставке были представлены три картины Эдгара Дега («Вытирающаяся женщина», «Обнаженная, вытирающая руку», «Танцовщица, опирающаяся на скамейку»), две картины Эдуарда Мане («Портрет Розиты Маури» и «Портрет Мэри Лоран с моськой»), две картины Пьера Огюста Ренуара («Букет хризантем и японский веер» и «Портрет мадам Шоке у окна»).
Раздел выставки «От Ренессанса до Гойи», по мнению Михаила Боде, напоминал постоянную экспозицию Пушкинского музея — «ровным качеством выставленных работ, количеством „художников круга…“, „мастерской“, „конца/начала… века“. Здесь, как и там, есть свои „полушедевры“ великих художников — „Мужской портрет“ Тинторетто, „Иоанн Креститель“ Эль Греко, „Портрет Лолы Хименес“ и „Карнавал“ Гойи, — которые бы выглядели как „проходные“ в крупных зарубежных музеях».

## Некоторые последствия
После легализации в 1995 году на выставке «Дважды спасённые» двух картин Франсиско Гойи («Портрет Лолы Хименес» и «Карнавал») в российских музейных собраниях официально числятся три картины Гойи — включая подаренный Армандом Хаммером Эрмитажу в 1972 году «Портрет актрисы Антонии Сарате» (фактически обменянный на изъятый Министерством культуры СССР из Третьяковской галереи «Динамический супрематизм № 38» Казимира Малевича). В 1972 году и вплоть до 1995 года считалось, что Хаммер дарил СССР первого Гойю.
Впоследствии ГМИИ имени Пушкина провёл ещё несколько выставок трофейного искусства: «Пять веков европейского рисунка. Рисунки старых мастеров из бывшего собрания Франца Кёнигса» (1995), «Сокровища Трои из раскопок Генриха Шлимана» (1996), «Археология войны. Возвращение из небытия» (произведения античного искусства, 2005), «Эпоха Меровингов — Европа без границ» (2007), «Итальянская живопись XVI—XVIII веков» (2015).